# 空間周波数
空間周波数（くうかんしゅうはすう、英: spatial frequency）とは、空間的な周期をもつ構造の性質である。空間周波数とは、単位長に含まれる構造の繰り返しの多さを表す。国際単位系では空間周波数は、メートルあたりの周期のことである。画像処理分野では、ミリメートルあたりの線数を空間周波数とすることがある。これは国際単位系に比べて1000倍の値となる。
波動力学によれば、空間周波数{\displaystyle \nu \ }と波長{\displaystyle \lambda \ }は以下の関係にある
{\displaystyle \nu \ =\ {1 \over \lambda }}
同様に、角波数 kと空間周波数・波長は以下の関係にある
{\displaystyle k\ =\ 2\pi \nu \ =\ {2\pi  \over \lambda }}

## 視覚
視覚の研究では、視覚系の特性を調べるために正弦波縞を用いることが多い。こうした刺激では、空間周波数は視角1度あたりの波数として表すことが多い。
画像中の空間周波数が異なると、刺激の見えが異なる。空間周波数が高ければ、像にエッジなどの突然の変化が生じていることを意味する。このように、一般的には高空間周波数は像の詳細についての情報に対応している。一方で、低空間周波数は、形・方位などの大局的な情報を表現している。一般の健常成人では、空間周波数の弁別閾は7%程度である。ディスレクシアでは弁別閾が悪いとされる。